# Яунгулбене (платформа)
Я́унгулбене (латыш. Jaungulbene) — остановочный пункт в селе Яунгулбене Яунгулбенской волости Гулбенского края Латвии на железнодорожной линии Плявиняс — Гулбене.

## История
Станция была открыта в 1903 году, одновременно с железной дорогой. Каменное двухэтажное здание было построено на средства владельца Ней-Шваненбургского поместья Пауля фон Транзее.
В годы Второй мировой войны здание вокзала было взорвано и после войны станционные помещения были устроены в бывшем жилом железнодорожном доме.